# گورستان آقا کندی
گورستان آقا کندی مربوط به هزاره اول قبل از میلاد است و در شهرستان اهر، بخش مرکزی، دهستان آذغان، روستای آقا کندی واقع شده و این اثر در تاریخ ۱۵ دی ۱۳۸۷ با شمارهٔ ثبت ۲۳۹۵۴ به‌عنوان یکی از آثار ملی ایران به ثبت رسیده است.